# Guerre des armes à feu
La guerre des armes à feu (en anglais, Basuto Gun War) est un conflit qui oppose, en 1880-1881, sur le territoire de l'actuel Lesotho, les forces britanniques de la colonie du Cap aux Sotho, concernant notamment le droit de ces derniers à utiliser des armes à feu. Le conflit est une impasse militaire, mais l'issue politique, favorable aux Sotho, conduit à la séparation du Basutoland de la colonie du Cap.

## Contexte

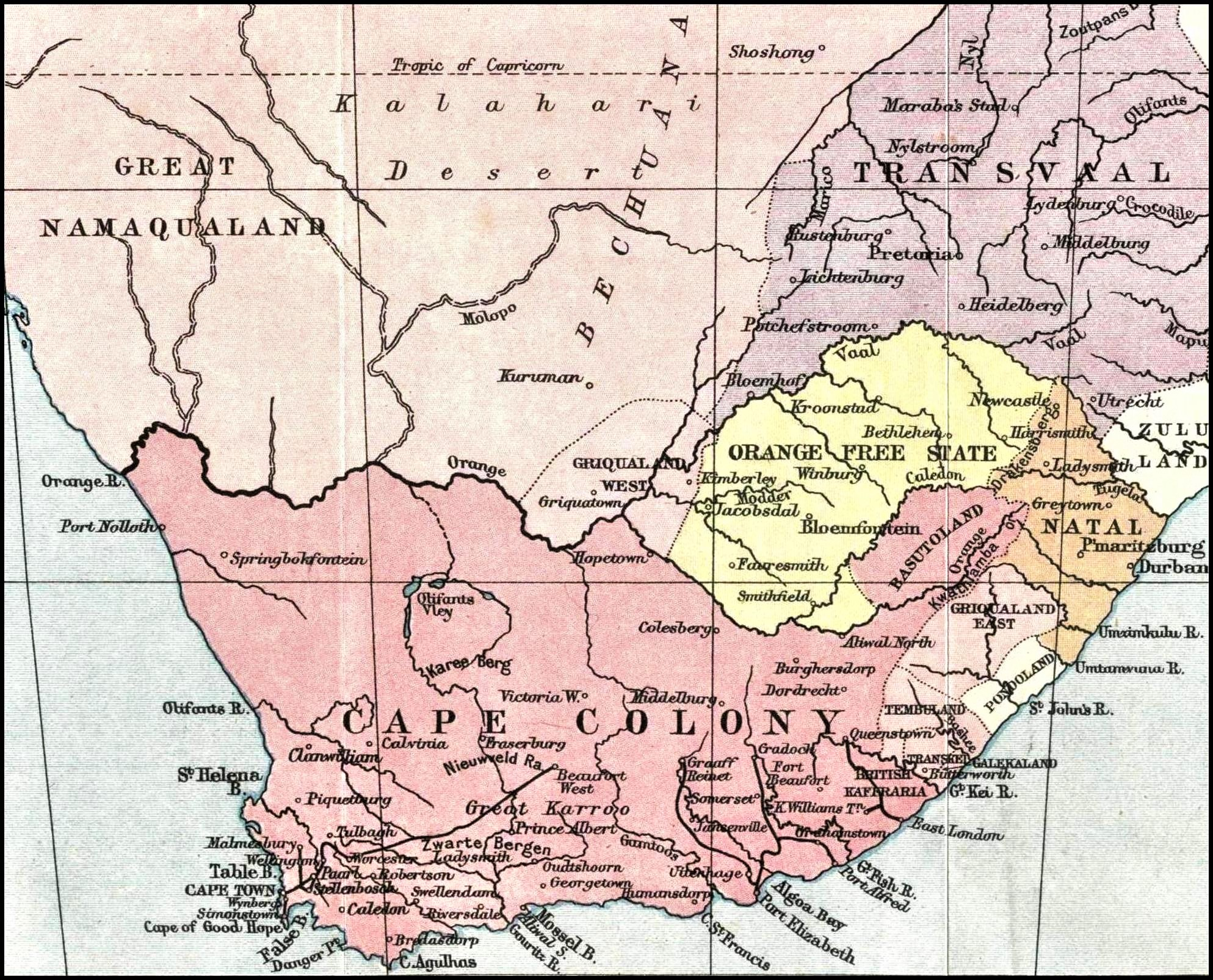
Carte de l'Afrique australe, montrant le Basutoland en tant que constituant de la colonie du Cap (rose foncé), avant le début de la guerre, en 1878.

Le Basutoland, foyer du peuple Sotho, est en principe sous le contrôle de l'empire britannique via la colonie du Cap depuis 1871, après avoir été un protectorat britannique de 1868 à 1871. Dans les premières années de la domination coloniale, le territoire reste cependant largement autonome, les dirigeants sotho exerçant le pouvoir effectif. Ce n'est qu'à la fin des années 1870 que les autorités du Cap tentent d'affermir leur pouvoir sur la région et de faire appliquer leurs lois. Le Basutoland, indépendant jusqu'en 1868, s'irrite de la situation et de la tentative de réduire l'autorité de ses chefs traditionnels.
La situation devient critique en 1879, lorsque Henry Bartle Frere, haut commissaire britannique pour l'Afrique australe, déclare vouloir réserver une partie du territoire sotho au peuplement par des Blancs (le district de Quthing,) et demande aux autochtones de remettre leurs armes à feu, voire leurs armes blanches,, aux autorités de la colonie du Cap en vertu d'une loi de 1879, le Peace Protection Act (ou Peace Protection Bill), destinée à désarmer les Africains à la suite de la bataille d'Isandhlwana, gagnée par les Zoulous ; il double aussi le montant de la controversée hut tax (taxe d'habitation).

## Début du conflit
Le gouverneur de la colonie du Cap, John Gordon Sprigg, fixe avril 1880 comme date limite pour rendre les armes à feu. Une faction sotho, quoiqu'avec force réticence, est disposée à cela, mais la majorité refuse ; le gouvernement tente de faire appliquer la loi en agissant par la force à partir du mois de septembre et les troupes du Cap entrent sur les terres sotho.
En peu de temps, les dirigeants sotho entrent tous en rébellion ouverte. Les troupes de la colonie du Cap subissent des pertes sévères. Les Sotho se fournissent en armes à feu grâce à l'État libre d'Orange (une république boer hostile aux Britanniques) et, tactiquement, ils profitent d'un terrain montagneux qui leur est favorable. Ils sont dirigés par Lerotholi, le fils aîné du roi Letsie (qui succèdera à son père à la mort de ce dernier). Les rebelles mènent une guérilla, tendant des embuscades à des troupes isolées, car ils craignent la puissance de feu des Britanniques. En octobre, les forces sotho défont une colonne d'un régiment de cavalerie (le 1st Regiment, Cape Mounted Yeomanry) à Qalabane près de Mafeteng, tuant trente-neuf soldats (certaines sources avancent trente-deux). Cette défaite d'une colonne pourtant bien armée, composée d'hommes expérimentés, décourage les autorités du Cap.

## Résolution du conflit
Le coût de cette guerre, outre celui de celle contre les Xhosa ainsi que les troubles au Transkei conduisent la colonie du Cap au bord de la banqueroute,. Le conflit devient aussi de plus en plus impopulaire, ce qui amène le gouvernement Sprigg à être remplacé par celui de Thomas Scanlen (en) afin qu'il négocie la paix.
Un traité de paix est signé en avril 1881 sous l'égide de Hercules Robinson, haut-commissaire à l'Afrique australe ; les autorités coloniales cèdent sur beaucoup des points à la base du conflit. Les terres restent entre les mains des Sotho qui peuvent en outre accéder comme ils l'entendent aux armes à feu ; ces derniers sont cependant tenus de verser une indemnité sous forme de cinq mille têtes de bétail en échange d'une amnistie générale,,.
Les troubles continuent cependant et il devient évident que les autorités du Cap ne peuvent pas contrôler le territoire. En 1884, à la demande des Sotho, le gouvernement britannique fait revenir le territoire au statut de colonie de la Couronne, sous le nom de Basutoland, lui accordant à cette occasion un gouvernement propre. Avec le pouvoir revenu fermement entre les mains des dirigeants traditionnels et la large autonomie accordée de fait, le conflit avec les Blancs s'apaise,, quoique les Sotho soient divisés du fait des dissensions entre les descendants de Moshoeshoe. Outre la problématique politique, le territoire sotho, touché par les destructions dues à la guerre, connaît, les deux décennies suivantes, des troubles, des guerres civiles et une pauvreté croissante.